# Тушенцов, Валерий Павлович
Валерий Павлович Тушенцов (род. 31 июля 1961, Караганда, СССР) — советский и казахстанский хоккеист, хоккейный тренер.

## Биография
Воспитанник карагандинскогоого хоккея. Выступал за клубы СКА Новосибирск (1979/80), «Мотор» Барнаул (1981/82), «Строитель» / «Булат» Темиртау (1982/83, 1988/89 — 1994/95), «Автомобилист» / «Строитель» Караганда (1983/84 — 1988/89, 1993/94 — 1994/95), «Мечел» (1996—1998), "Звезда" Чебаркуль (1997/98), «Трактор» (1996—1998), «Рубин» Тюмень (1999), «Кристалл» Электросталь (1999—2000), «Нефтяник» Альметьевск (2000), «Гранит» Озёрск (2000/01), Газовик (2000/01), Югра (Сургут) (2001—2002), Газовик-старт ()2002—2005.
В 1995 году привлекался в казахстанскую сборную на чемпионат мира и Кубок Азии.

## Достижения
2 место в дивизионе С чемпионата мира — 1995

## Тренерская карьера
Тренерская карьера связана к клубами Тюмени. Лишь сезон 2008/09 года он провел в Караганде в качестве главного тренера ХК «Сарыарка».